# Mamblas (kommunhuvudort)
Mamblas är en kommunhuvudort i Spanien.   Den ligger i provinsen Provincia de Ávila och regionen Kastilien och Leon, i den centrala delen av landet, 130 km nordväst om huvudstaden Madrid. Mamblas ligger 818 meter över havet och antalet invånare är 258.
Terrängen runt Mamblas är platt. Runt Mamblas är det glesbefolkat, med 19 invånare per kvadratkilometer. Närmaste större samhälle är Madrigal de las Altas Torres, 7,9 km norr om Mamblas. Trakten runt Mamblas består till största delen av jordbruksmark.